# Barh Azoum
Le Barh Azoum est un des trois départements composant la région du Salamat au Tchad. Son chef-lieu est Am Timan, il doit son nom au cours d'eau éponyme qui le traverse d'est en ouest.

## Subdivisions
Le département du Barh Azoum est divisé en trois sous-préfectures :
- Am Timan
- Djouna
- Mouraye

## Administration
Préfets du Barh Azoum (depuis 2002)
- 9 octobre 2008 : Haroune Guet[1]